# Łuskwiak żółty

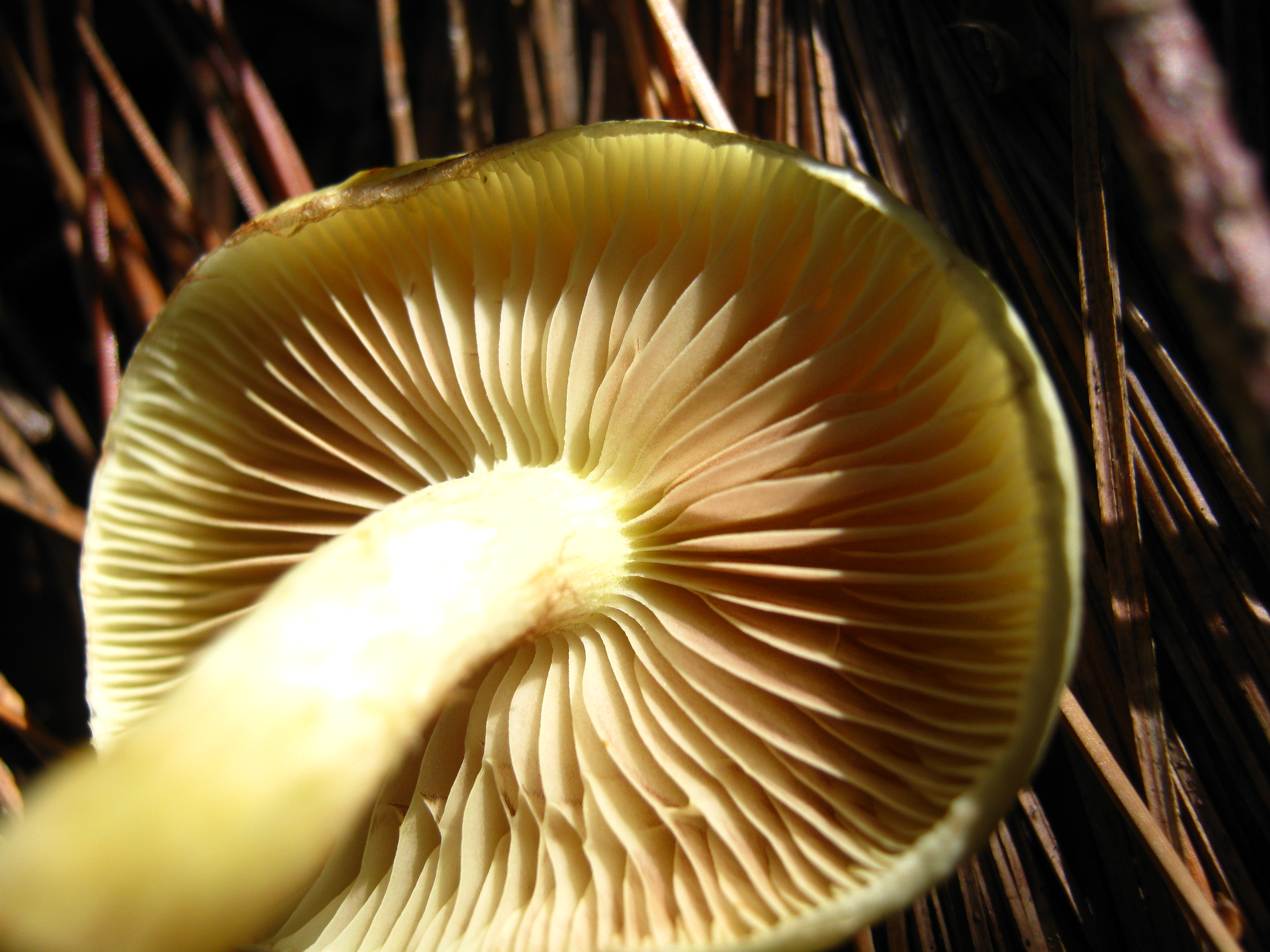
Blaszki młodego owocnika

Łuskwiak żółty (Flammula alnicola (Fr.) P. Kumm.) – gatunek grzybów należący do rodziny podziemniczkowatych (Flammulaceae).

## Systematyka i nazewnictwo
Pozycja w klasyfikacji: Flammula, Hymenogastraceae, Agaricales, Agaricomycetidae, Agaricomycetes, Agaricomycotina, Basidiomycota, Fungi.
Po raz pierwszy takson ten zdiagnozował w roku 1821 Elias Fries, nadając mu nazwę Agaricus alnicola. Obecną, uznaną przez Index Fungorum nazwę nadał mu w roku 1871 Paul Kummer, przenosząc go do rodzaju Flammula.
Ma ponad 20 synonimów. Niektóre z nich:
- Flammula alnicola (Fr.) P. Kumm. 1871
- Gymnopilus alnicola (Fr.) Murrill 1917
- Pholiota amara (Turconi) Singer 1975
- Pholiota alnicola (Fr.) Singer1951
- Pholiota apicrea (Fr.) M.M. Moser 1967
- Pholiota salicicola (Fr.) Arnolds 1982
- Pholiotina alnicola (Fr.) Singer 1951

Nazwę polską (dla synonimu Pholiota alnicola) nadali w 1983 r. Barbara Gumińska i Władysław Wojewoda, wcześniej (w 1933 r.) Feliks Teodorowicz opisywał ten gatunek jako płomiennica olchowa. Wszystkie te nazwy są niespójne z aktualną nazwą naukową.

## Morfologia
Kapelusz
Średnica 3–8 cm. U młodych osobników jest półkulisty, potem łukowaty, na koniec płaski. Powierzchnia o barwie słomkowo-cytrynowej do zielonkawożółtej, lub żółtoruda. W stanie wilgotnym jest śliski i lepki. Zazwyczaj jest nagi, czasami jednak z drobnymi łuskami, zwłaszcza przy brzegu.
Blaszki grzyba
Szeroko przyrośnięte i wykrojone ząbkiem. U młodych owocników żółte lub ciemnożółte i pokryte białawą osłona, szybko jednak zanikającą, u starszych brązowawe lub rdzawobrązowe.
Trzon
Wysokość 4–11 cm, grubość do 1 cm. Posiada delikatną, włóknistą i zanikającą strefę pierścieniową. Jest nagi lub włóknisto-łuskowaty, żółtawy, tylko przy podstawie rdzawobrązowy.
Miąższ
Jasnożółty, bez wyraźnego smaku i zapachu
Cechy mikroskopowe
Wysyp zarodników rdzawobrunatny. Zarodniki o wymiarach 8-10 × 4-5.5 μm, gładkie eliptyczne, nieco dekstrynoidalne. Brak pleurocystyd, cheilocystydy o wymiarach 22-46 × 3–6 μm, różnie ukształtowane. Strzępki szkieletowe o szerokości 2–4 μm, ze sprzążkami.
Gatunki podobne
Najbardziej podobny jest łuskwiak żółtawy (Pholiota flavida (Schaeff) (Schaeff.) Singer 1951). W polskim piśmiennictwie naukowym jest on uznawany za synonim łuskwiaka żółtego. Według Index Fungorum jest to jednak odrębny gatunek. Podobny jest również łuskwiak ognisty (Pholiota flammans), którego kapelusz w całości pokryty jest dużymi, zwieszającymi się z brzegów żółtymi łuskami.

## Występowanie i siedlisko
Opisano występowanie tego gatunku w Ameryce Północnej i Europie. W Europie jest szeroko rozprzestrzeniony – występuje od Hiszpanii po Islandię i północne krańce Półwyspu Skandynawskiego. W piśmiennictwie naukowym na terenie Polski podano wiele jego stanowisk.
Rośnie w wilgotnych lasach liściastych typu łęgi, olsy, na terenach zalewowych, w parkach, alejach. Rozwija się na martwym drewnie drzew liściastych; na pniakach, leżących na ziemi zagłębionych w niej kłodach i gałęziach. W Polsce zanotowano występowanie na drewnie olszy szarej, grabów, wierzb, lip i wiązie pospolitym.